# Fleur pâle
Pour plus de détails, voir Fiche technique et Distribution.
Fleur pâle (乾いた花, Kawaita hana) est un film japonais réalisé en 1964 par Masahiro Shinoda.

## Synopsis
Muraki (Ryō Ikebe) est un yakuza tout juste sorti de prison. Dans une maison de jeu clandestine, il est attiré par une mystérieuse jeune femme prénommée Saeko (Mariko Kaga). Bien que Saeko perde beaucoup, elle demande à Muraki de lui trouver une table où elle puisse parier encore plus gros. Les deux personnages nouent une intense relation réciproque et destructrice.

## Fiche technique
- Titre : Fleur pâle
- Titre original : 乾いた花 (Kawaita hana?)
- Titre anglais : Pale Flower
- Réalisation : Masahiro Shinoda
- Scénario : Masaru Baba et Masahiro Shinoda, d'après un roman de Shintarō Ishihara
- Photographie : Masao Kosugi
- Montage : Yoshi Sugihara
- Direction artistique : Shigemasa Toda
- Son : Hideo Nishizaki
- Musique : Yūji Takahashi et Tōru Takemitsu
- Production : Masao Shirai et Shigeru Wakatsuki
- Société de production : Ninjin Club
- Société de distribution : Shōchiku
- Pays d'origine :  Japon
- Langue originale : japonais
- Format : noir et blanc - 2,35:1 - Format 35 mm - son mono
- Genre : Drame, romance, action et yakuza eiga
- Durée : 96 minutes (métrage : 7 bobines 2 628 m[2])
- Date de sortie :
  - Japon : 1er mars 1964[2]

## Distribution
- Ryō Ikebe : Muraki
- Mariko Kaga : Saeko
- Takashi Fujiki : Yoh
- Naoki Sugiura : Aikawa
- Shin'ichirō Mikami : Reiji
- Isao Sasaki : Jiro
- Kōji Nakahara : Tamaki
- Seiji Miyaguchi : chef yakuza
- Eijirō Tōno : chef yakuza
- Mikizo Hirata : Mizuguchi

## Production
Shinoda a été influencé par la lecture des Fleurs du mal de Charles Baudelaire lors de la réalisation du film. Il a choisi le monde des yakuzas car c'était selon lui le seul milieu japonais comportant une structure cérémonielle.

## Sortie
Lorsque le scénariste Masaru Baba a découvert les partis-pris visuels et sonores que Shinoda avait choisis pour le film, il s'est plaint aux producteurs de la compagnie Shōchiku, ce qui a repoussé la sortie du film de neuf mois.